# 전주역사박물관
전주역사박물관은 전북특별자치도 전주시 완산구 소재의 역사 박물관이다.

## 연혁
- 1999.10.29 전주향토사박물관 건립추진위원회 발족
- 2000.12.16 전주향토사박물관 기공 (~2001. 12)
- 2001.09.22 제1기 수탁기관으로 동학농민혁명기념사업회 선정
- 2001.12.20 전주시립박물관 개관준비기획단 발족
- 2002.02.08 “전주역사박물관”으로 명칭 확정
- 2002.04.03 전주역사박물관 준공
- 2002.05.24 전주역사박물관 개관 (관장 : 우 윤)
- 2002.10.15 문화관광부 등록 승인
- 2004.06.20 중국 남경 태평천국박물관과 교류 체결

## 관람 안내
- 관람시간: 매일 09:00 ~ 18:00(입장 마감 시간은 17:30)
- 휴관일: 1월 1일, 매주 월요일